# Kunstradfahren
Kunstradfahren ist eine Hallenradsportart, die auf einem speziell dafür vorgesehenen Hallenrad (selten auch „Saalmaschine“ genannt) ausgeübt wird.

Kunstradfahrer Richard Steyer aus Berlin mit „Kehrstand auf Vorderradfelge“ (1905)

## Disziplinen

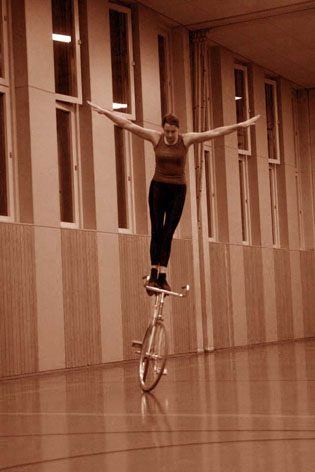
Einer-Kunstradfahren: Sattelstand

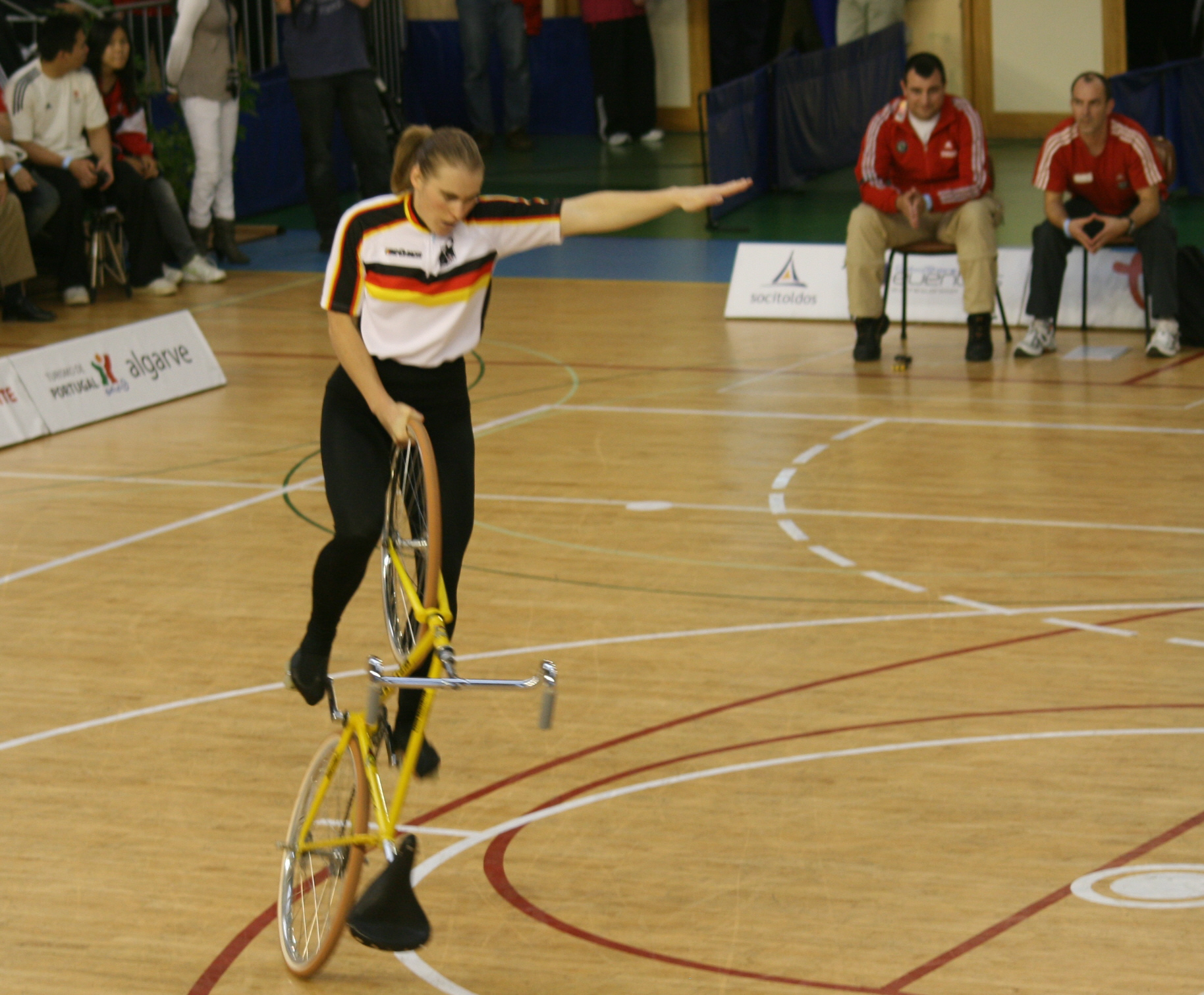
Corinna Hein bei ihrer Weltmeisterschaftskür am 8. November 2009 in Tavira

Im Kunstradfahren werden folgende Disziplinen unterschieden:
- Einer-Kunstradfahren der Männer oder Frauen
- Zweier-Kunstradfahren der Männer oder Frauen
- Vierer-Kunstradfahren der Männer oder Frauen
- Sechser-Kunstradfahren offene Klasse
- Vierer-Einradfahren der Frauen und Männer
- Sechser-Einradfahren offene Klasse

In den Disziplinen 1er und 2er Kunstradsport der Männer bzw. Frauen und im 4er Kunstradsport offene Klasse werden Weltmeistertitel und im Juniorenbereich Europameistertitel vergeben. Darüber hinaus werden in Deutschland, der qualitativen und quantitativen Hochburg des Kunstradsports, nationale Meisterschaften im 4er Kunstradfahren der Männer, im 6er Kunstradfahren und im 4er und 6er Einradfahren ausgetragen. Die Meisterschaften werden auf Kreis-, Bezirks-, Landes- und Bundesebene, in den Kategorien Elite (Männer und Frauen), Junioren/Jugend (männlich/weiblich) sowie Schüler und Schülerinnen ausgetragen.
Beim Einer-Kunstradfahren werden Übungen auf einem Spezialrad gezeigt. Hierbei werden 30 Übungen in fünf Minuten gezeigt. Diese Übungen können einfache Grundelemente (z. B. rückwärts fahren, Stillstand, …), statische Stände (z. B. auf Sattel und Lenker), statisch turnerische Elemente (z. B. Handstände, Stützwaagen, Vorhebehalten oder Stützgrätschen), Steiger (Übungen, bei denen nur auf dem Hinterrad gefahren wird), Drehungen (= Pirouetten) (z. B. in einer Steigerposition auf dem Hinterrad), Übergänge (= translatorische Elemente) (von einer Steigerposition zur anderen), translatorische Rotationen (z. B. Lenkerstanddrehung (über der Achse des Vorderrades), Drehsprung (um das Vorderrad)), Sprünge und Hocken (z. B. Sprung vom Sattelstand zum Lenkerstand) sein.
Im Zweier-Kunstradfahren besteht die Kür aus zwei Teilen. In einem Teil (meist der erste) fahren zwei Sportler auf zwei Rädern, Übungen, die auch aus dem Einer-Kunstradfahren bekannt sind (z. B. Steiger). Die meisten Übungen werden dabei synchron präsentiert. In dem anderen Teil nutzen die Sportler gemeinsam ein Rad; hierbei können ebenfalls gemeinsam Stände (z. B. einer steht auf dem Sattel, der andere auf dem Lenker) gezeigt werden, es kommen außerdem „Trageübungen“ (ein Sportler fährt bestimmte Übungsposition, der andere sitzt oder steht auf den Schultern) hinzu. Seit 2008 wird diese Disziplin bei Meisterschaften auch gemischt (Männlich/Weiblich) gefahren.
Beim Vierer- und Sechser-Kunstradfahren nutzt jeder Sportler sein eigenes Rad. Es werden keine dem Turnen verwandte Übungen gezeigt, sondern verschiedene Figuren möglichst synchron gefahren. Diese können entweder Niederrad (beide Räder haben Kontakt zum Boden) oder im Steiger (Vorderrad hat keinen Kontakt zum Boden) jeweils vorwärts oder rückwärts gefahren werden. Bei Schülern werden hierbei 25 Übungen in fünf Minuten gezeigt, bei Junioren oder Elite 30 Übungen in fünf Minuten.
Das Vierer- und Sechser-Einradfahren, auch Mannschaftseinradfahren oder Reigen genannt, ist ab 2008 keine internationale Disziplin mehr. In Deutschland wird Einradfahren weiterhin wie das Vierer- und Sechser-Kunstradfahren gezeigt.
Deutschland ist mit großem Abstand die erfolgreichste Nation bei den Hallenradsport-Weltmeisterschaften, daneben sind auch Österreich, Tschechien und die Schweiz stets vorne vertreten. Weitere wichtige Nationen sind Frankreich, Belgien, Japan, Hongkong und Macau. Die Hochburgen innerhalb Deutschlands befinden sich in Nordrhein-Westfalen, Württemberg, im Rhein-Main-Gebiet und in Bayern.
Der Weltverband UCI erkennt Weltrekorde für Elite und Junioren im Kunstradfahren an, siehe Liste der Weltrekorde im Kunstradfahren.

## Das Kunstrad

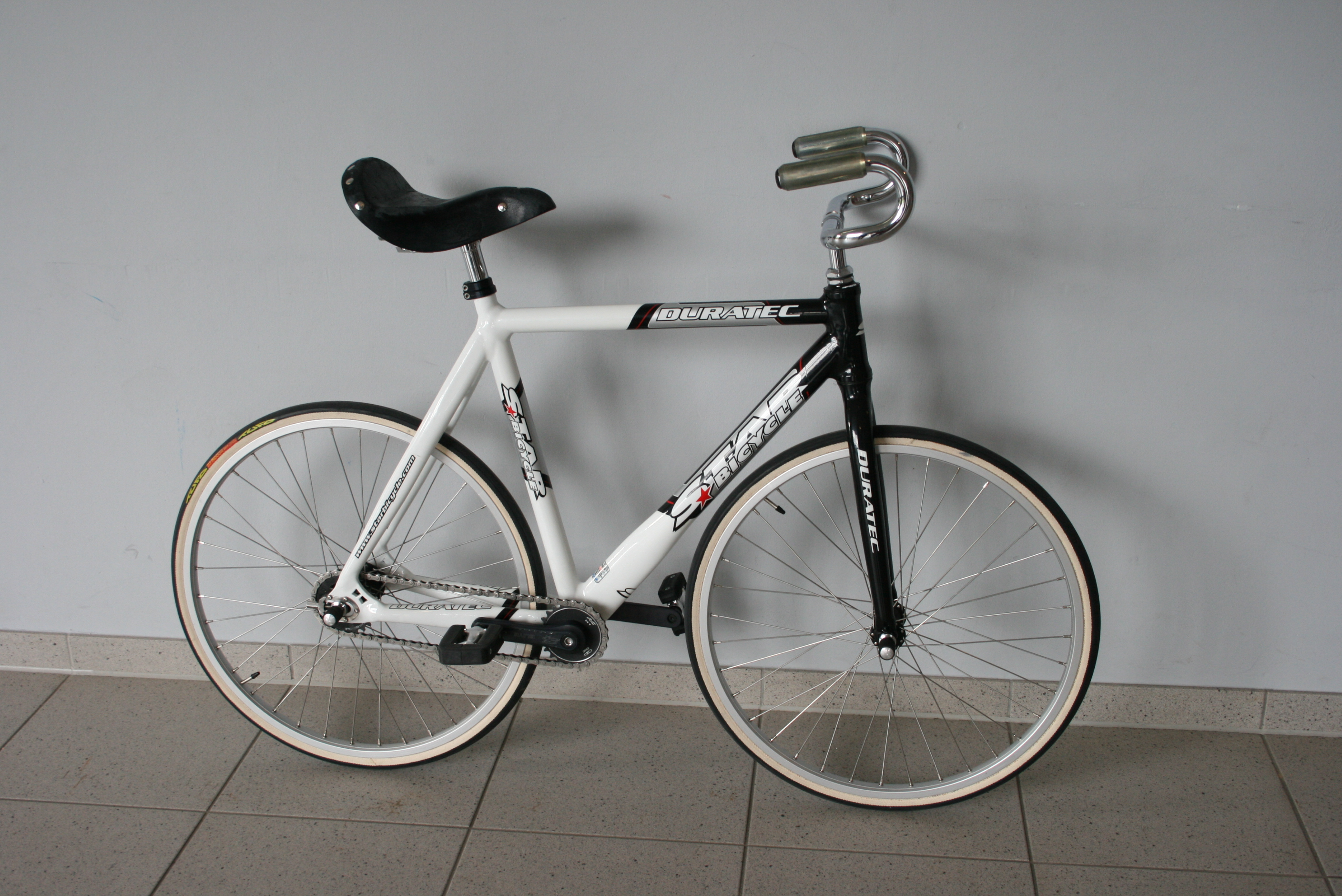
Kunstrad

Das Kunstrad, auch „Kunstfahrmaschine“ oder „Saalmaschine“ genannt, ist ein meist handgefertigtes Spezialrad. Es ist mit Schlauchreifen ausgestattet, was eine sichere Bodenhaftung auf ebener Fläche, z. B. Hallenboden oder Holzparkett, und einen hohen Reifendruck gewährleistet. Eine starre 1:1-Übersetzung ermöglicht schnelles Anfahren und Bremsen, außerdem ist durch den Starrlauf auch Rückwärtsfahren möglich. Lenker und Sattel sind so beschaffen, dass man mit Gymnastikschuhen auf ihnen stehen kann. Die Lenkerholme müssen abgerundet oder durch Griffe geschlossen sein. Der Sattel muss fabrikmäßig hergestellt sein. Er darf eine Länge von maximal 300 mm, eine Breite von maximal 220 mm und eine größte unbelastete Durchbiegung von 60 mm aufweisen. Die Kurbeln müssen von Mitte Tretlager bis Mitte Pedalachse eine Länge von 130–170 mm haben. Des Weiteren gibt es als Auftritte Dorne mit einer Maximallänge von 50 mm, welche beidseitig an den Achsen der Laufräder angebracht sind und mehr Übungen im Einer- und Zweierkunstradfahren ermöglichen.
Verkehrssicher im Sinne der Straßenverkehrsordnung ist ein Kunstrad nicht. Üblicher Gebrauch auf Straßen würde das Rad zudem beschädigen, da es für den Betrieb auf ebenen Flächen ausgelegt ist, Bodenunebenheiten können aufgrund des hohen Reifendrucks von 12 bar nicht abgefedert werden.
Die Sportbekleidung besteht neben den rutschfesten Gymnastikschläppchen in der Regel aus einer festen Gymnastikhose (Leggings) und einem Trikot. In allen Disziplinen muss vor Wettkampfbeginn eine sportliche Präsentation erfolgen, eine Kürmusik ist möglich.

## Regeln

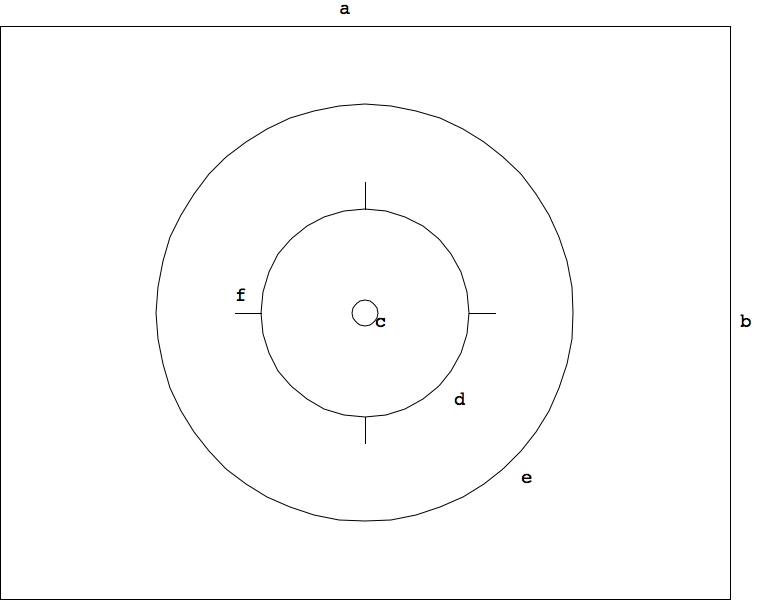
Fahrfläche

Die Fahrfläche ist in der Regel ein Hallenboden aus Holz oder Linodur und muss bei internationalen Wettkämpfen 11 m × 14 m groß sein. Sie wird durch Seitenlinien begrenzt, diese dürfen nicht überfahren werden. Um den Mittelpunkt (Kreis mit 0,5 m Durchmesser) sind zwei Kreise mit einem Durchmesser von 4 m und 8 m aufgezeichnet. An beiden Kreisen sind (nach dem aktuellen Reglement) jeweils 4 senkrechte Striche, die im gleichen Abstand sind.
Eine Übung muss normalerweise eine Halbe Runde, eine Runde, ein S oder eine 8 (= Wechselrunde) lang gezeigt werden. Bei der halben Runde bzw. normalen Runde muss man außerhalb des Vier-Meter-Kreises fahren. Bei einer Wechselrunde muss zweimal über den Mittelpunkt gefahren werden, und die beiden Kreise müssen jeweils einen Radius von 2 m aufweisen. Das S ist eine halbe 8, folglich muss der Mittelpunkt nur einmal getroffen werden.
Bei Sprüngen, Übergängen und Hocken ist nicht vorgeschrieben, wo man sie ausführt.
Alle Übungen im Kunstradfahren werden aus einem international geltenden Reglement ausgewählt. Sie müssen für die Kür vorausgewählt und bei der Jury mithilfe der standardisierten Wertungsbögen eingereicht werden. Jede Übung hat einen Punktwert, welcher die Schwierigkeit der Übung berücksichtigt. Die Summe aller Schwierigkeiten bezeichnet die aufgestellte Schwierigkeitspunktzahl im Wertungsbogen.
Dies ist der Ausgangswert für einen Wettkampf. Wird der so vorgegebene Ablauf der Kür nicht eingehalten, gibt es Abzüge. Für die Abzüge ist die Jury verantwortlich. Eine Jury setzt sich zusammen aus zwei bis drei Wertungsrichtern als Ansager (Wertung) und zwei bis drei Wertungsrichtern als Schreiber. Diese bewerten fortlaufend die Kür.
Die Kür selbst läuft nach strengen Vorgaben ab. Betreten der Fahrfläche, Begrüßung der Zuschauer durch Knicks oder Verbeugung, Einnahme der Startposition. Dann signalisiert der Sportler oder der Kommandogeber der Mannschaft durch das Signalwort „Start“ an den Zeitnehmer (ein Mitglied der Jury) den Beginn der Kür. Ab jetzt muss binnen fünf Minuten das Programm absolviert werden. Unterbrechungen der Zeitnahme gibt es nur in absoluten Ausnahmefällen, z. B. bei technischen Problemen mit dem Rad oder bei Verletzungen des Sportlers.
Es gibt Abzüge bei der Schwierigkeit:
- wenn die Übung nicht die komplette Wegstrecke gezeigt wird
- bei Nichteinhalten der Reihenfolge
- wenn die Übung nicht korrekt ausgeführt wird
- bei Zeitüberschreitung

Weiterhin gibt es Abzüge für die Ausführung:
- bei sichtbaren Unsicherheiten (Haltung, Fahrstil, unregelmäßiger Tritt, Streckfehler, …)
- bei unsauberer Ausführung
- bei Überfahren der Flächenbegrenzung
- bei unkorrektem Abgang vom Rad (Fallenlassen des Rades am Ende der Kür)
- bei Stürzen und kurzen Bodenberührungen (Tipper)

Der Trainer darf während der ganzen Kür die Coaching-Zone nicht verlassen. Dies spielt besonders beim Radwechsel im Zweier (von zwei Rädern auf eines oder umgekehrt) eine Rolle, da die Sportler das überflüssige Rad zum Trainer transportieren oder das nun benötigte Rad beim Trainer abholen müssen.
Die internationalen Regeln werden von der Union Cycliste International (UCI) aufgestellt. Der UCI gehören die nationalen Radsportverbände an.

## Geschichte

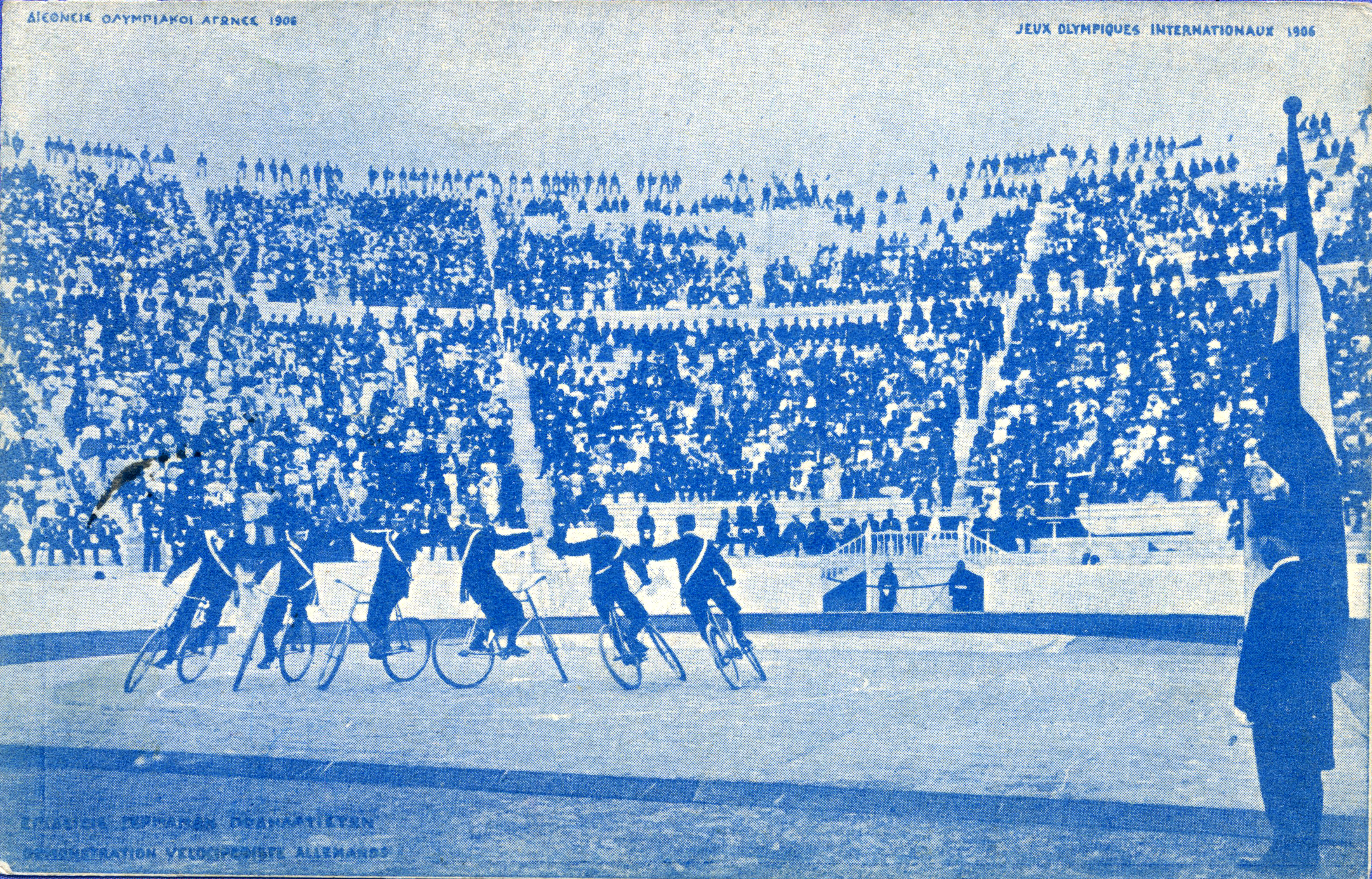
Kunstradfahrer bei den Olympischen Spielen 1906

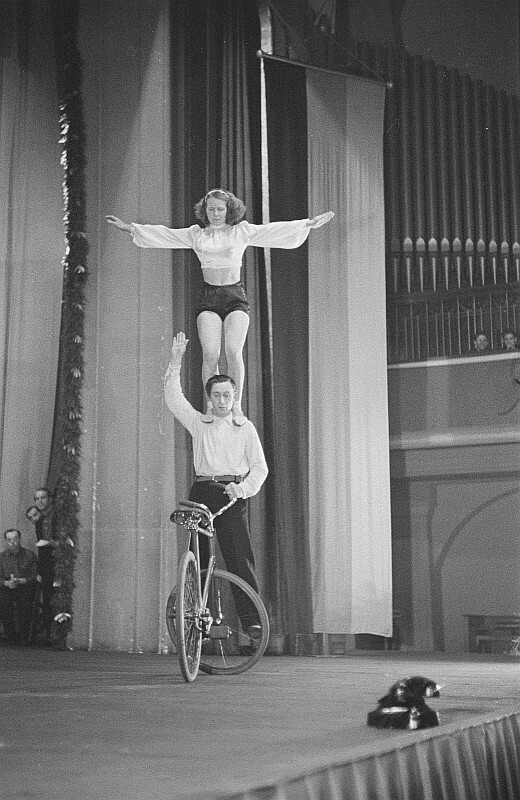
Kunstradfahren (1950)

Bereits vor 1900 wurde Kunstradsport in den USA von Radakrobaten wie Nicholas Edward Kaufmann und John Featherly betrieben; sie verdienten damit ihren Lebensunterhalt. War es zu jener Zeit eher die Beherrschung des Fahrrades und das Fahren einer bestimmten Wegstrecke, hat sich der Kunstradsport zu einer technischen Disziplin entwickelt.
In Deutschland wurde der Bund Deutscher Radfahrer 1884 in Leipzig als Verein aus dem eher bürgerlichen Lager gegründet.
In der DDR war von 1946 bis 1957 die Sektion Radsport des Deutschen Sportausschusses und ab dann der Deutsche Radsport-Verband der DDR (DRSV) für die Radsportarten zuständig. Am 7. Dezember 1990 erfolgte die Vereinigung der beiden Verbände zum Bund Deutscher Radfahrer.
Der Rad- und Kraftfahrerbund Solidarität RKB wurde 1896 als „Arbeiter-Radfahrerbund Solidarität“ in Chemnitz gegründet. Mit dem Namen Arbeiter-Radfahrerbund Solidarität dokumentierte der Verein die Zugehörigkeit zur Arbeiterbewegung.
Der Weltverband Union Cycliste Internationale (UCI) wurde am 14. April 1900 in Paris gegründet. Der Sitz der UCI befindet sich in Aigle (Schweiz).
Die Schweizer Verbände: Schweizerischer Radfahrer-Bund (SRB), Fédération Cycliste Suisse (FCS), Federazione Ciclistica Svizzera (FCS), Federaziun Svizra da Ciclists (FSC), Swiss Cycling Federation (SCF) haben sich unter dem Namen Swiss Cycling zusammengeschlossen. Als Gründungsjahr wird in der Satzung 1883 angegeben. Mitveranstalter der Kunstradwettbewerbe ist auch der zum Arbeitersport gehörende Sportverband ATB – Verband für Sport, Verkehr und Freizeit, der 1916 als Zusammenschluss von Schweizer Sektionen des «Arbeiter-Radfahrerbund Solidarität» gegründet wurde.
In Österreich gehört der Kunstradsport zum Auto-, Motor- und Radfahrerbund Österreichs ARBÖ. Er wurde am 30. April 1899 als Verband der Arbeiter-Radfahrer-Vereine Österreichs in Wien gegründet und hat sich in den folgenden Jahrzehnten zu einer Serviceorganisation für Mitglieder weiterentwickelt.
Kunstradfahren ist keine olympische Sportart, war aber 1989 in Karlsruhe einmal im Programm der World Games vertreten. Seit 2018 betreibt der Radsport-Weltverband den UCI-Kunstrad-Weltcup.

## Voraussetzungen für das Betreiben des Sports
Einer- und Zweier-Kunstradfahren ist eine Leistungssportart. Es stellt vor allem hohe Anforderungen an die technischen und koordinativen Fähigkeiten und Fertigkeiten des Sportlers. Präzise Ausführung der einzelnen Bewegungsabläufe, Gleichgewichtsgefühl, Kondition, Kraft, mentale Stärke, Dehnfähigkeit, graziöse Körperhaltung und schnelle Reaktionen sind unabdingbar für das Ausüben dieses Sports. Nur eine gute Dehnfähigkeit z. B. ermöglicht eine vollkommene Nutzung des beschränkten Platzes des Fahrrads. Im Vierer- und Sechser-Kunstradfahren sind neben den sportlichen Fähigkeiten (ähnlich wie beim Synchronschwimmen) vor allem die präzise Perfektion, Synchronität und Teamgeist und ebenfalls schnelle Reaktionen gefragt.

## Das Training
Das günstigste Einstiegsalter liegt zwischen fünf bis sieben Jahren, also sobald das Radfahren beherrscht wird. Zwischen sechs und zwölf Jahren steht das Grundlagentraining im Mittelpunkt der Ausbildung. Schwerpunkte: zunächst allgemeines später spezielles Koordinationstraining. In diesem Alter liegt die sensible Phase für die koordinative Schulung, daher wird diese hier in erster Linie geschult. Darüber hinaus erfolgt auch ein altersgemäßes Technik- und Konditionstraining. Zwischen 13 und 16 Jahren erfolgt das Aufbautraining mit den Schwerpunkten, Verbesserung der speziellen Koordination, der speziellen Beweglichkeit, Intensivierung der Technik, allgemeines und spezielles Krafttraining, Spezialisierung für Einer- oder Zweier-Kunstradsport. Der Trainingsaufwand beträgt vier Trainingseinheiten pro Woche jeweils zwei bis drei Stunden.
Zwischen dem 15. und 16. Lebensjahr beginnt das Leistungstraining. Schwerpunkte sind hierbei komplexes Techniktraining, gezieltes Kraft- und Ausdauertraining sowie mentales Training. Steigerung des Trainings und Erhöhung der Wettkampfhäufigkeit. Der Trainingsaufwand beläuft sich dann zwischen vier und fünf Trainingseinheiten pro Woche jeweils ca. drei bis vier Stunden. Ab 17 Jahren erhöht sich dann der Trainingsaufwand nochmals entscheidend, insbesondere wird die Wettkampfhäufigkeit nochmals erhöht.

## Bekannte Kunstradfahrer
Einer

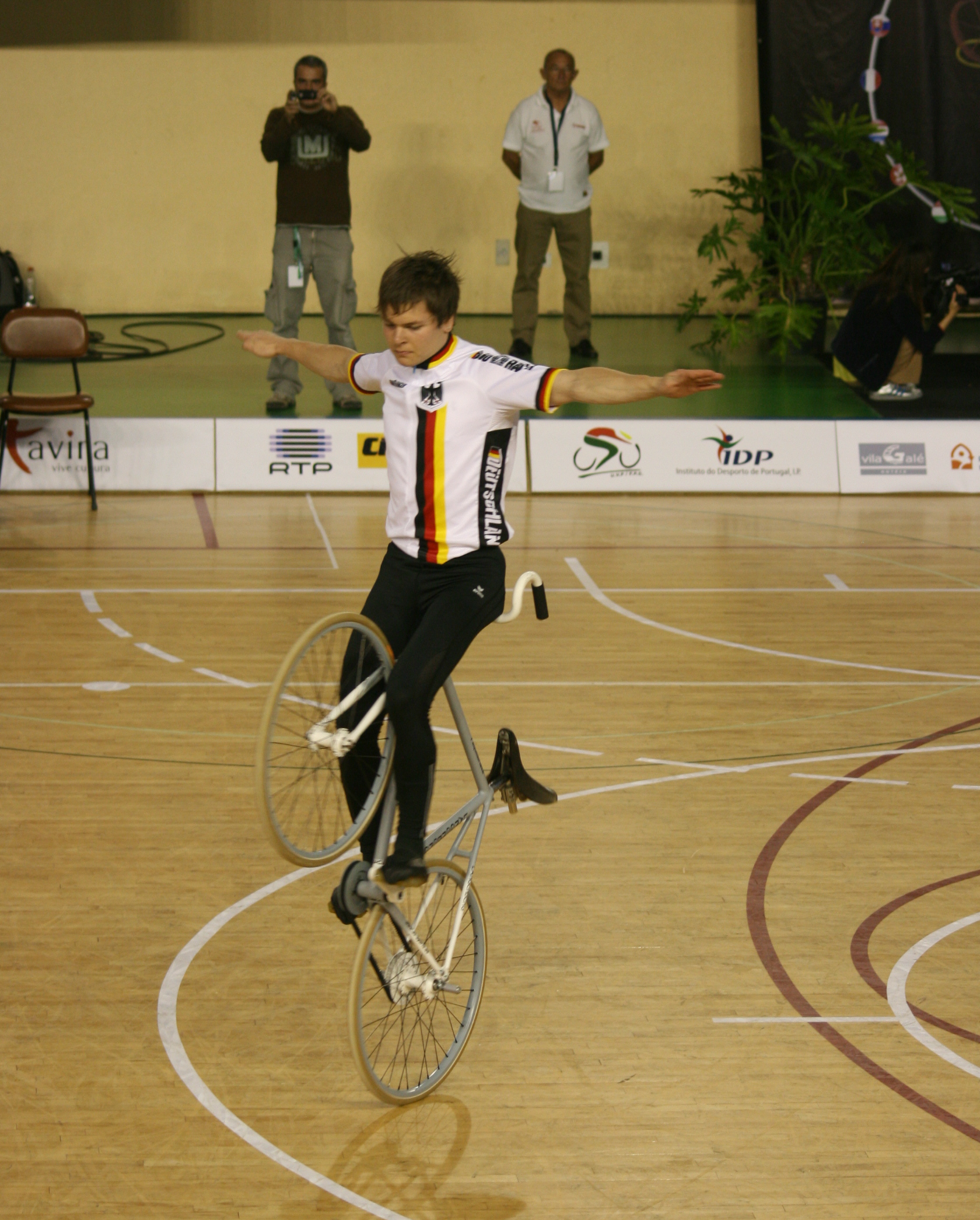
David Schnabel bei seiner Weltmeisterschaftskür am 8. November 2009 in Tavira

- Lukas Kohl, Weltmeister 2016, 2017, 2018, 2019, 2021 und 2022 Weltrekordhalter mit 214,10 Punkten
- Michael Niedermeier, Weltmeister 2014, 2015
- David Schnabel, Weltmeister 2005, 2006, 2008, 2009, 2010, 2011, 2012, 2013, Vize-Weltmeister 2007
- Robin Hartmann, Vize-Weltmeister 2003, 2004, 2005, 2006, Weltmeister 2007
- Martin Rominger, Weltmeister 1997, 1998, 1999, 2000, 2001, 2002, 2003
- Dieter Maute, Weltmeister 1986, 1987, Vize-Weltmeister 1989, 1991, 1992, Weltmeister 1993, 1994, 1995

- Milena Slupina, Weltmeisterin 2017, 2019 und 2021
- Lisa Hattemer, Weltmeisterin 2016, Weltrekordhalterin mit 186,18 Punkten
- Adriana Mathis, Weltmeisterin 2015
- Corinna Hein, Vize-Weltmeisterin 2003 und 2004, Weltmeisterin 2009 und 2011, 2012
- Anja Scheu, Weltmeisterin 2007 und 2008
- Claudia Wieland, Weltmeisterin 2004 und 2005, Vizeweltmeisterin 2006, Europameisterin 2000, 2001, 2002
- Astrid Ruckaberle, Weltmeisterin 2000, 2001 und 2003
- Iris Kurz, Weltmeisterin 1991, 1992, 1993
- Andrea Barth, Weltmeisterin 1994, 1995, 1996, Vizeweltmeisterin 1991, 1992, 1993, Europameisterin 1989, 1990

Zweier

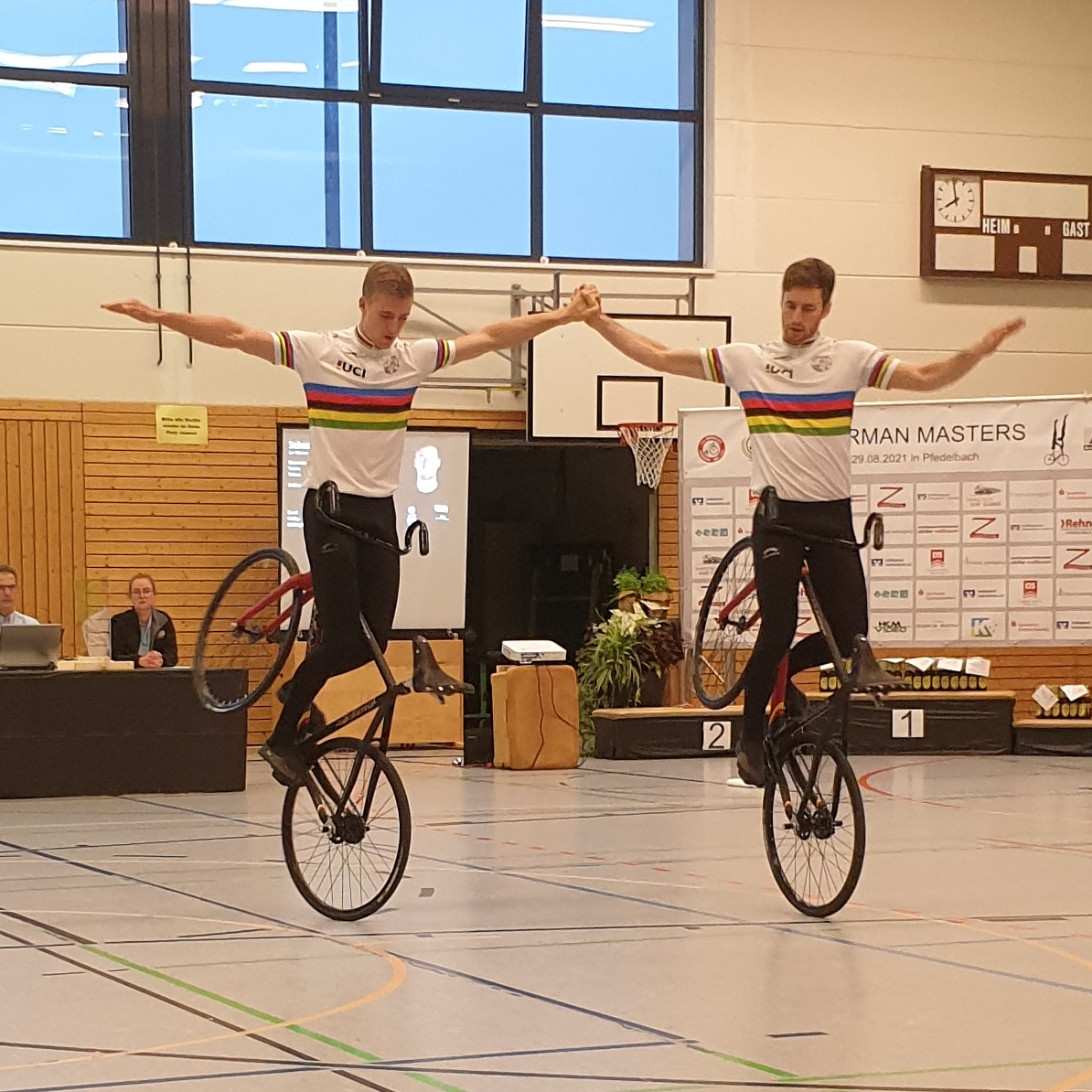
Max Hanselmann und Serafin Schefold bei ihrer Weltrekord Kür

- Max Hanselmann und Serafin Schefold, Weltmeister 2017, 2018, 2019 und 2021, Weltrekordhalter mit 173,50 Punkten
- André und Benedikt Bugner, Weltmeister 2013, 2014, 2015 und 2016
- Simon Altvater und Nico Kunert, Weltmeister 2001, 2002, 2003, 2004, 2005, 2006
- Michael Rauch und Heiko Rauch, Weltmeister 1996, 1997, 1998 Vize-Weltmeister 1994, 1995, 2000, 2001, 2002, 2003, 2004
- Reinhold Korn und Roland Frieß, Europameister 1975, 1976, 1977, 1978, 1979, 1980
- Theo Benz und Armin Prinz, Weltmeister 1990 Vize-Weltmeister 1991, 1993
- Stefan Raaf und Michael Roth, Weltmeister 1992, 1993, 1994, 1995, 1998, 2000, Vize-Weltmeister 1996, 1997, 1999, Europameister 1990, 1991
- Siegfried Pilz und Johannes Heinitz

- Katrin Schultheis und Sandra Sprinkmeier, Weltmeisterinnen 2007, 2008, 2009, 2011, 2012, 2014, Vize-Weltmeisterinnen 2004, 2005, 2006, 2010, 2013
- Carolin Ingelfinger und Katja Knaack, Weltmeisterinnen 2002, 2003, 2004, 2005, 2006
- Angelika Ziegler und Sylvia Steegmüller, Weltmeisterinnen 1990, 1994, 1995
- Franziska Geier und Barbara Morf, Schweizermeister 2004, 2005, 2006
- Helmut Pittermann und Horst Schrödter, von 1957 bis 1966 fünfmaliger DDR-Meister, viermalige Vize-Europameister

Vierer
- Liemer RC – Annika Wöhler, Ivone Carvalho, Carmen Carvalho-Becker, Alexandra Pawletta, Weltmeisterinnen 2006
- RMSV Edelweiss Aach – Manuela Dieterle, Katja Gaißer, Ines Rudolf, Simone Rudolf, Weltmeisterinnen 2007, 2009, Vize-Weltmeisterinnen 2008
- RSV Steinhöring – Christine Posch, Katharina Gülich, Michaela Schweiger, Ramona Ressel, (Sonja Mauermeier), (2013  Anja Sporer), Weltmeisterinnen 2011, 2012, 2013, 2015
- RV Sirnach – Céline Burlet, Flavia Zuber, Melanie Schmid, Jennifer Schmid, Weltmeisterinnen 2014, 2016, 2017

## Meisterlisten

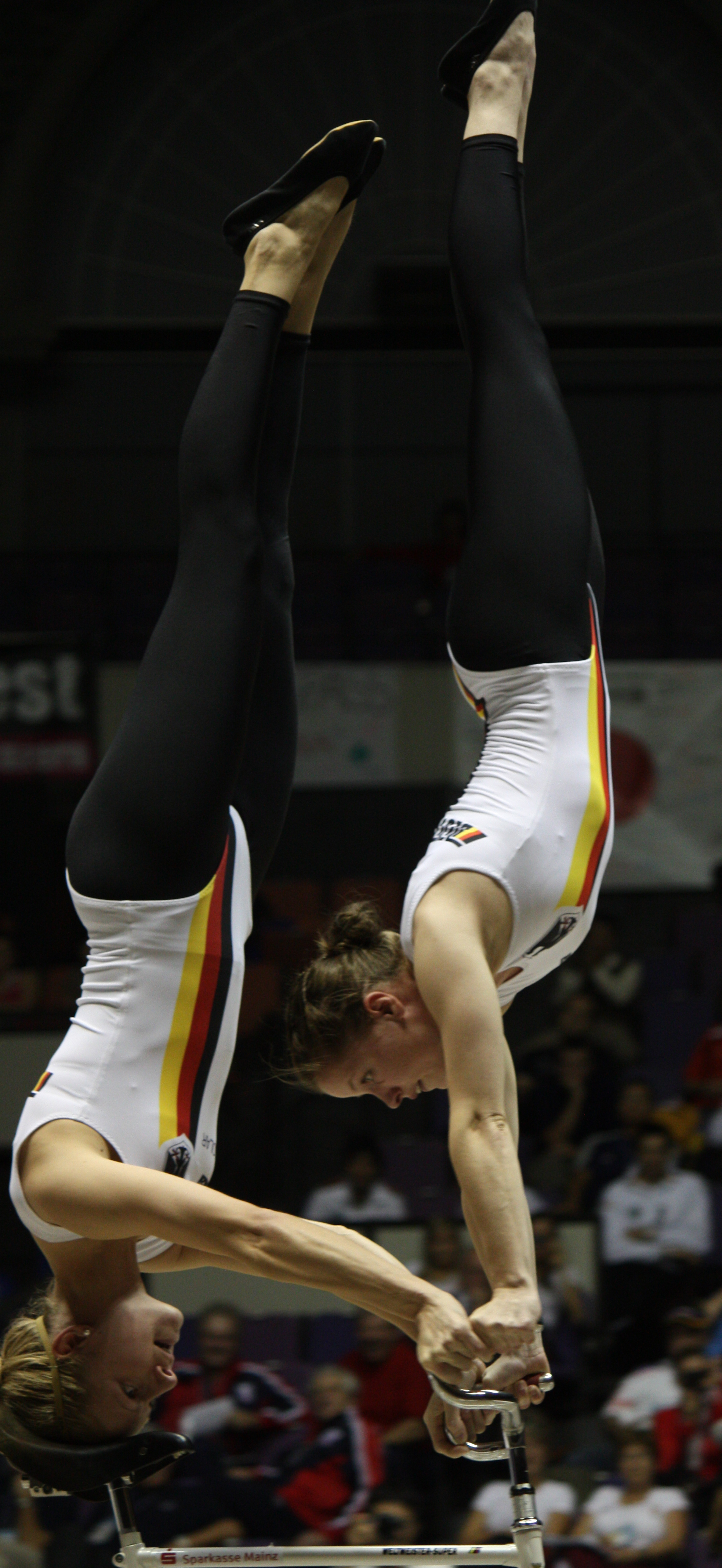
Katrin Schultheis und Sandra Sprinkmeier bei der WM 2011

### Weltmeister
- Einer-Kunstrad der Männer
- Einer-Kunstrad der Frauen
- Zweier-Kunstrad offene Klasse (bis 2007 Männer-Zweier)
- Zweier-Kunstrad der Frauen
- Vierer-Kunstrad offene Klasse (bis 2015 Frauen-Vierer)

### Europameister Elite
- Einer-Kunstradfahren der Männer
- Einer-Kunstradfahren der Frauen
- Zweier-Kunstrad der Männer / offene Klasse
- Zweier-Kunstrad der Frauen
- Vierer-Kunstradfahren offene Klasse
- Sechser-Kunstradfahren der Männer

### Europameister Junioren
- Einer-Kunstradfahren der Junioren

### Deutsche Meister
- Einer-Kunstradfahren
- Zweier-Kunstradfahren
- Vierer-Kunstradfahren
- Sechser-Kunstradfahren
- Vierer-Einradfahren
- Sechser-Einradfahren

### UCI-World-Ranking-Sieger
- Einer-Kunstradfahren
- Zweier-Kunstradfahren